# 탈카복실화효소
탈카복실화효소 또는 탈카르복시화효소(영어: decarboxylase)는 유기 화합물에 카복실기를 첨가하거나 제거하는 반응을 촉매하는 탄소-탄소 분해효소이다. 탈탄산효소(脫炭酸酵素), 카복시분해효소(영어: carboxy-lyase), 카복시라이에이스라고도 한다. 이들 효소는 아미노산, α-케토산, β-케토산의 탈카복실화를 촉매한다.

## 분류 및 명명법
탈카복실화효소는 EC 번호 4.1.1로 분류된다. 일반적으로 탈카복실화효소는 탈카복실화 반응의 기질의 이름을 따서 명명되는 데, 예를 들어 피루브산 탈카복실화효소는 피루브산의 탈카복실화를 촉매한다.

## 예
- 방향족 L-아미노산 탈카복실화효소
- 글루탐산 탈카복실화효소
- 히스티딘 탈카복실화효소
- 오르니틴 탈카복실화효소
- 포스포엔올피루브산 카복실화효소
- 피루브산 탈카복실화효소
- 루비스코 – 이산화 탄소의 순고정을 촉매하는 유일한 카복실화효소
- 유리딘 일인산 생성효소
- 유로포르피리노젠 III 탈카복실화효소

## 같이 보기
- 효소
- 분해효소
- EC 4.1에 속하는 효소의 목록 (영문)